# Louise Fishman
Louise Fishman (14 de janeiro de 1939 - 26 de julho de 2021) foi uma pintora abstrata americana da Filadélfia, Pensilvânia. Por muitos anos ela morou e trabalhou na cidade de Nova York, onde faleceu.

## Biografia
Louise Fishman nasceu na Filadélfia em 14 de janeiro de 1939. Ela frequentou o Philadelphia College of Art entre 1956 e 1957. Em 1958 ela frequentou a Academia de Belas-Artes da Pensilvânia, na Filadélfia. Depois de obter sucesso em ambas as escolas, ela obteve seu bacharelado na Tyler School of Art em Elkins Park, Pensilvânia, e em 1965 obteve seu mestrado na Universidade de Illinois em Urbana-Champaign . Após seu mestrado, Fishman trabalhou como assistente de biblioteca na Cooper de 1966 a 1968, e também atuou como instrutora adjunta na faculdade.

## Carreira artística
O estilo de pintura de Fishman inicialmente lhe deu alguns problemas para ser reconhecida. Ela expôs apenas ocasionalmente na década de 1960, um período de sua vida em que produziu principalmente trabalhos baseados em grades. Durante o final da década de 1970, seu trabalho abstrato estava ligado à pintura de padrões. Obras de grande escala como Grand Slam (1985) e Cinnabar and Malachite (1986) refletiram suas visões ousadas e fizeram com que muitos críticos rotulassem seu trabalho como tendo elementos do neo-expressionismo.
Em 1980 foi uma das dez artistas convidadas cujo trabalho foi exibido no evento principal do Great American Lesbian Art Show.
À medida que o movimento feminista ganhou força na década de 1970, Fishman abandonou suas pinturas em forma de grade de inspiração minimalista e começou a fazer trabalhos que refletiam as tarefas tradicionais das mulheres. Essas peças exigiam o tipo de etapas repetitivas que caracterizam atividades como tricô, costura ou costura. Voltando mais tarde ao domínio masculino da pintura abstrata, Fishman ainda procurava uma forma de distinguir o que fazia do trabalho de artistas masculinos, tanto históricos como contemporâneos. As composições resultantes combinam pinceladas gestuais com uma estrutura ordenada: é como se Fishman construísse ou tecesse — suas pinturas, começando a partir de uma base e adicionando-as cuidadosamente, camada após camada interligada.
Em 1988, Fishman acompanhou um amigo que sobreviveu ao Holocausto tanto em Auschwitz como em Terezin. Esta viagem fazia parte de uma viagem maior que a levou a Varsóvia, Praga e Budapeste. Esta viagem teve um impacto dramático na sua vida como artista, alterou a sua forma de trabalhar e ajudou-a a “investigar a sua identidade judaica”. Ela voltou com cinzas, restos humanos cremados — de Auschwitz. Ela misturou as cinzas com cera de abelha para usar em suas pinturas da série Remembrance and Renewal. Essas pinturas serviram como arte abstrata e também como memoriais de um evento trágico e obsceno da história.
No início da década de 1990 ela voltou a pintar grades em um formato ligeiramente alterado. Isso pode ser visto em obras como Sipapu (1991) e Shadows and Traces (1992).
A organização do trabalho de Fishman derivava, em última análise, da grade, que foi fundamental há 35 anos, é vestigialmente aparente, embora cada vez menos importante. Algumas das marcas nas pinturas atuais tendem para a escrita, como tem acontecido há cerca de uma década.
No outono de 2011, Fishman completou sua residência na Fundação Emile Harvey em Veneza. Ela citou sua residência em Veneza como uma influência importante em seu trabalho mais recente. Da mesma forma, a obra do artista veneziano Ticiano foi uma inspiração importante neste período de sua obra.

## Prêmios
- Prêmio Sênior de Arte, Tyler School –1963
- Prêmio Change, Inc. –1975
- Bolsa Nacional do Fundo para as Artes - 1975, 1983, 1994
- Bolsa Guggenheim – 1979
- Bolsa CAPS – 1981
- Bolsa da Fundação para as Artes de Nova York - 1986
- Subsídio da Fundação Adolph & Esther Gottlieb – 1986
- Fundo Nacional para as Artes, Pintura - 1994
- Prêmio Adolph & Clara Obrig de Pintura, Academia Nacional de Design, 177ª Exposição Anual, 1/5 - 2002

## Exposições individuais
- 1964, Aliança de Arte da Filadélfia
- 1964, Galeria Nancy Hoffman, Nova York
- 1967, Universidade de Rhode Island, Kingston
  - Galeria John Doyle, Chicago
- 1977, Galeria Nancy Hoffman, Nova York
- 1978, Departamento de Estado, Washington, DC
- 1979, Galeria Nancy Hoffman, Nova York
  - 855 Mercer, Nova York
- 1980, Galeria Oscarsson-Hood, Nova York
- 1982, Galeria Oscarsson-Hood, Nova York
- 1984, Galeria Backerville & Watson, Nova York
- 1985, Museu de Arte da Carolina do Norte, Raleigh, Carolina do Norte
- 1986, Galeria Backerville & Watson, Nova York
- 1987, Galeria Winston, Washington, DC
- 1989, Galeria Simon Watson, Nova York
  - Lennon, Weinberg, Nova York
- 1991, Lennon, Weinberg, Nova York
- 1992, Galeria de Arte Olin, Kenyon College, Gambier, Ohio
  - Galeria Simon Watson, Nova York
  - Galeria Morris, Academia de Belas Artes da Pensilvânia, Filadélfia
  - Temple Gallery, Escola de Belas Artes Tyler, Filadélfia
- 1993, Galeria Robert Miller, Nova York
- 1994, Galeria Bianca Lanza, Miami
- 1995, Galeria Robert Miller, Nova York
- 1996, Galeria Robert Miller, Nova York
- 1998, Cheim & Read, Nova York
- 2000, Paule Anglim, SF
- 2001, Manny Silverman, Los Angeles
- 2003, Cheim & Read, Nova York
- 2004, Manny Silverman, Los Angeles
- 2005, Foster Gwin, SF
- 2006, Cheim & Read, Nova York
- 2007, Dartmouth College, Nova Hampshire
- 2008, Galerie Kienzle & Gmeiner, Berlim
- 2009, Cheim & Read, Nova York
- 2009, Museu de Arte, Sarasota, FL
- 2009, The John & Mable Ringling
- 2010, Paule Anglim, SF
- 2012, Galeria Jack Tilton, Nova York
- 2012, Galeria John Davis, Hudson, NY
- 2012, Cheim & Read, Nova York
- 2013, Goya Contemporary, Baltimore, MD
- 2014, Galeria Nosco, Londres, Reino Unido
- 2015, Cheim & Read, Nova York
- 2016, Instituto de Arte Contemporânea, Filadélfia[8]